# Івановська волость (Краснинський повіт)
Івановська волость — історична адміністративно-територіальна одиниця Краснинського повіту Смоленської губернії з центром у селі Івановське.
Станом на 1885 рік складалася з 26 поселень, 16 сільських громад. Населення — 2792 особи (1387 чоловічої статі та 1405 — жіночої), 266 дворових господарств.
|                     | Площа, десятин | У тому числі орної, дес. |
| ------------------- | -------------- | ------------------------ |
| Сільських громад    | 3615           | 3310                     |
| Приватної власності | 3341           | 932                      |
| Іншої власності     | 166            | 53                       |
| Загалом             | 7119           | 4295                     |

Найбільші поселення волості станом на 1885:
- Івановське — колишнє власницьке село при річці Сож за 60 верст від повітового міста, 99 осіб, 13 дворів, православна церква, школа, 2 ярмарки на рік. За версту — православна церква, 3 крупорушки. За 7 верст — крохмальний завод, водяний млин.
- Ярковичі — колишнє власницьке село, 204 особи, 24 двори, православна церква, каплиця, щорічний ярмарок.